# Juli Batallé i Murlà
Sant Esteve d’en Bas, 4 de agost de 1926 – Olot, 4 de agost de 2010.
Pintor continuador de la tradició de l'Escola Paisatjística d'Olot. Amb 14 anys va entrar en l'Escola de Belles Arts i Oficis de la maiteixa ciutat, on rebé la formació per a poder treballar al taller d'imagineria religiosa "L'Art Cristià", on comença com a aprenent cenefista i aconsegueix arribar a encarregat de la secció de treballadors del mateix ofici. En horari nocturn, segueix amb la seva formació artística amb Bartolomé Mas Collellmir en dibuix clàssic i Vicenç Solé Jorba en pintura. Segueix  l'estil de Joaquim Vayreda i de Iu Pascual i altres que va incorporant al seu estil al llarg del seu aprenentatge.
Al 1954 aconsegueix per oposició la plaça de professor de Dibuix i Perspectiva a la mateixa Escola de Belles Arts d'Olot, càrrecs que ocuparà fins la seva jubilació. Va tenir com a deixebles a Xavier Carbonell i a Rosa Serra. Després de molts anys com a formador, li concedeixen la medalla de plata de la dita Escola com a reconeixement de mans del seu professor B. Mas.
La seva temàtica principal ès el paisatge local, tant dels voltants d'Olot com de la Cerdanya i Osona, company generacional de Sebastiá Congost, Elías Garralda, Jordi Farjas, etc... Seguidor de la pintura al natural segons las seves pròpies paraules “…endinsar-se a la nostra Fageda d'en Jordà i disfrutar plenament del fenomen de la caiguda de les fulles, quan dancen encegades per l'or que les identifica, he pogut ser testimoni d'un misteri religiós i ple de vida…”, considera el seu estil com “…naturalista impressionista… Va saber traslladar el romanticisme del S XIX i dotar-lo d'una àmplia varietat cromàtica que convertí els seus paisatges en obres de grans matissos llumínics.
Evolucionà desde l'ús de la paleta en comptes del pinzell i de traços amplis y grossos, a pinzellades quasi puntillistes a la seva època final. De la maiteixa manera, la seva gama de color evolucionà de tons mès foscos i apagats a colors clars y vius. Domina tan la perspectiva panoràmica del quadre de gran format, com la profunditat i la proximitat de primeríssims plans molt realistes. Cultiva també el dibuix i marginalment l'aquarel.la, a mès participà activament de la tradició pessebrista de la seva ciutat participant en diferents concursos durant els anys 50 i 60.
Exposa de manera individual a Olot, Vic, Girona, Mahó, Barcelona, Madrid, València, Castelló, Liverpool, Ámsterdam i Grenoble. Rep premis al llarg de la seva carrera tant per la seva pintura com per la seva activitat pessebrística. Al 2006 amb motiu del seu 80è aniversari es va realitzar una exposició-homenatge a la Galería d'Art Les Voltes d'Olot on va rebre un homenatge de part de la seva ciutat.